# Campeonato Europeo de Esgrima de 2014
El  XXVII Campeonato Europeo de Esgrima se celebró en Estrasburgo (Francia) entre el 7 y el 14 de junio de 2014 bajo la organización de la Confederación Europea de Esgrima (CEE) y la Federación Francesa de Esgrima.
Las competiciones se realizaron en el pabellón Rhénus Sport de la ciudad gala.

## Medallistas

### Masculino
| Evento                      | Oro                                                                    | Plata                                                                             | Bronce                                                                    |
| --------------------------- | ---------------------------------------------------------------------- | --------------------------------------------------------------------------------- | ------------------------------------------------------------------------- |
| Florete individual (09.06)  | James-Andrew Davis Reino Unido                                         | Alexei Cheremisinov · Rusia                                                       | Peter Joppich · Alemania · Erwann Le Péchoux · Francia                    |
| Florete por equipos (13.06) | Erwann Le Péchoux Enzo Lefort Julien Mertine Vincent Simon Francia     | Valerio Aspromonte · Giorgio Avola · Andrea Baldini · Andrea Cassarà · Italia     | Alexei Cheremisinov · Renal Ganeyev · Dmitri Riguin · Timur Safin · Rusia |
| Espada individual (07.06)   | András Rédli · Hungría                                                 | Paolo Pizzo · Italia                                                              | Max Heinzer · Suiza · Jean-Michel Lucenay · Francia                       |
| Espada por equipos (11.06)  | Peer Borsky · Max Heinzer · Fabian Kauter · Benjamin Steffen · Suiza   | José Luis Abajo · Miguel Moratilla · Yulen Pereira · Pau Roselló · España         | Serguei Bida · Anton Avdeyev · Serguei Jodos · Pavel Sujov · Rusia        |
| Sable individual (10.06)    | Alexei Yakimenko · Rusia                                               | Veniamin Reshetnikov · Rusia                                                      | Csanád Gémesi · Hungría · Kamil Ibraguimov · Rusia                        |
| Sable por equipos (14.06)   | Enrico Berrè · Luigi Miracco · Diego Occhiuzzi · Luigi Samele · Italia | Kamil Ibraguimov · Ilia Motorin · Veniamin Reshetnikov · Alexei Yakimenko · Rusia | Max Hartung · Richard Hübers · Matyas Szabo · Benedikt Wagner · Alemania  |

### Femenino
| Evento                      | Oro                                                                               | Plata                                                                                | Bronce                                                                                    |
| --------------------------- | --------------------------------------------------------------------------------- | ------------------------------------------------------------------------------------ | ----------------------------------------------------------------------------------------- |
| Florete individual (10.06)  | Elisa Di Francisca · Italia                                                       | Martina Batini · Italia                                                              | Yuliya Biriukova · Rusia · Valentina Vezzali · Italia                                     |
| Florete por equipos (14.06) | Martina Batini · Elisa Di Francisca · Arianna Errigo · Valentina Vezzali · Italia | Yuliya Biriukova · Inna Deriglazova · Larisa Korobeinikova · Diana Yakovleva · Rusia | Gaëlle Gebet Astrid Guyart Corinne Maîtrejean Ysaora Thibus Francia                       |
| Espada individual (08.06)   | Bianca Del Carretto · Italia                                                      | Marie-Florence Candassamy Francia                                                    | Simona Gherman · Rumania · Joséphine Jacques-André-Coquin · Francia                       |
| Espada por equipos (12.06)  | Ana Maria Brânză · Simona Gherman · Simona Pop · Maria Udrea · Rumania            | Tatiana Gudkova · Violetta Kolobova · Liubov Shutova · Yana Zvereva · Rusia          | Bianca Del Carretto · Rossella Fiamingo · Mara Navarria · Francesca Quondamcarlo · Italia |
| Sable individual (09.06)    | Olha Jarlan · Ucrania                                                             | Yekaterina Diachenko · Rusia                                                         | Rossella Gregorio · Italia · Vasilikí Vuyuka · Grecia                                     |
| Sable por equipos (13.06)   | Yekaterina Diachenko · Dina Galiakbarova · Sofia Velikaya · Yana Yegorian · Rusia | Cécilia Berder Saoussen Boudiaf Manon Brunet Charlotte Lembach Francia               | Olha Jarlan · Halyna Pundyk · Olena Voronina · Olha Zhovnir · Ucrania                     |

## Medallero
| Núm. | País        | Oro | Plata | Bronce | Total |
| ---- | ----------- | --- | ----- | ------ | ----- |
| 1    | Italia      | 4   | 3     | 3      | 10    |
| 2    | Rusia       | 2   | 6     | 4      | 12    |
| 3    | Francia     | 1   | 2     | 4      | 7     |
| 4    | Hungría     | 1   | 0     | 1      | 2     |
| 4    | Rumania     | 1   | 0     | 1      | 2     |
| 4    | Suiza       | 1   | 0     | 1      | 2     |
| 4    | Ucrania     | 1   | 0     | 1      | 2     |
| 8    | Reino Unido | 1   | 0     | 0      | 1     |
| 9    | España      | 0   | 1     | 0      | 1     |
| 10   | Alemania    | 0   | 0     | 2      | 2     |
| 11   | Grecia      | 0   | 0     | 1      | 1     |
|      | TOTAL       | 12  | 12    | 18     | 42    |